# 平賀大空
平賀 大空（ひらが そら、2005年3月2日 - ）は、兵庫県明石市出身のプロサッカー選手。Jリーグ・京都サンガF.C.所属。ポジションはフォワード（FW）。

## 略歴
京都サンガF.C.のアカデミー出身で、2022年には川﨑颯太、中野桂太、遠山悠希たちが背負った伝統の背番号「7」を託され、チームキャプテンを務めた。またこのシーズンは2種登録選手としてトップチームにも登録されている。10月21日、2023年シーズンからのトップチーム昇格内定が発表された。
2023年3月8日、ルヴァンカップのガンバ大阪戦でプロデビュー。4月5日、同セレッソ大阪戦でプロ初ゴールを決めた。

## 所属クラブ
- センアーノ神戸ジュニア
- 神戸FCジュニアユース
- 京都サンガF.C.U-18
  - 2022年  京都サンガF.C.（2種登録選手）
- 2023年 -  京都サンガF.C.

## 個人成績
| 国内大会個人成績 | 国内大会個人成績 | 国内大会個人成績 | 国内大会個人成績 | 国内大会個人成績 | 国内大会個人成績 | 国内大会個人成績 | 国内大会個人成績 | 国内大会個人成績 | 国内大会個人成績 | 国内大会個人成績 | 国内大会個人成績 |
| 年度             | クラブ           | 背番号           | リーグ           | リーグ戦         | リーグ戦         | リーグ杯         | リーグ杯         | オープン杯       | オープン杯       | 期間通算         | 期間通算         |
| 年度             | クラブ           | 背番号           | リーグ           | 出場             | 得点             | 出場             | 得点             | 出場             | 得点             | 出場             | 得点             |
| 日本             | 日本             | 日本             | 日本             | リーグ戦         | リーグ戦         | リーグ杯         | リーグ杯         | 天皇杯           | 天皇杯           | 期間通算         | 期間通算         |
| ---------------- | ---------------- | ---------------- | ---------------- | ---------------- | ---------------- | ---------------- | ---------------- | ---------------- | ---------------- | ---------------- | ---------------- |
| 2023             | 京都             | 28               | J1               | 1                | 0                | 3                | 1                | 0                | 0                | 4                | 1                |
| 2024             | 京都             | 31               | J1               | 24               | 1                | 1                | 1                | 3                | 1                | 28               | 3                |
| 通算             | 日本             | 日本             | J1               | 25               | 1                | 4                | 2                | 3                | 1                | 32               | 4                |
| 総通算           | 総通算           | 総通算           | 総通算           | 25               | 1                | 4                | 2                | 3                | 1                | 32               | 4                |

- 2022年 2種登録選手としての公式戦出場無し

## 代表歴
- 2023年 U-18日本代表
- 2024年 U-19日本代表